# 이더넷

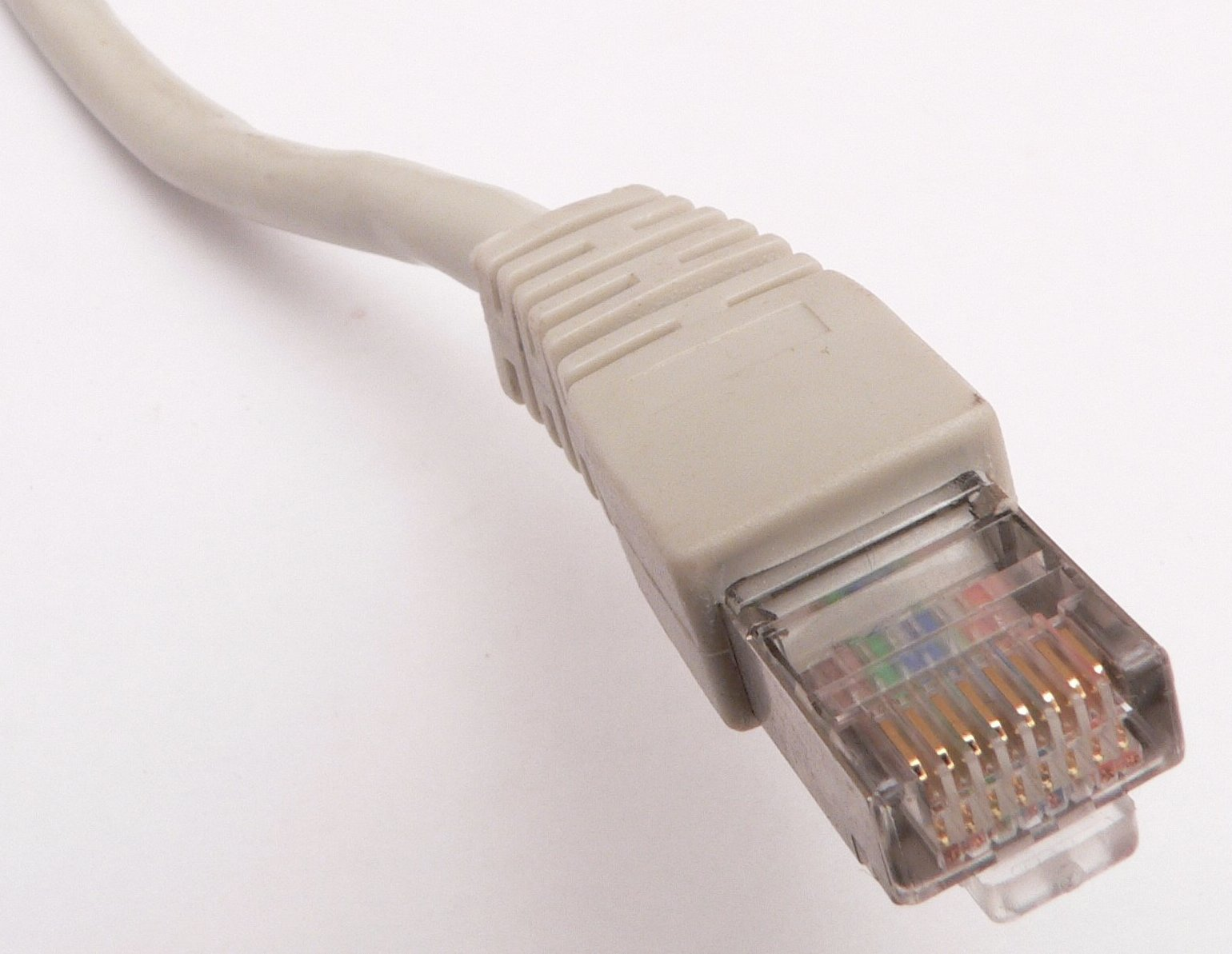
트위스티드 페어 케이블

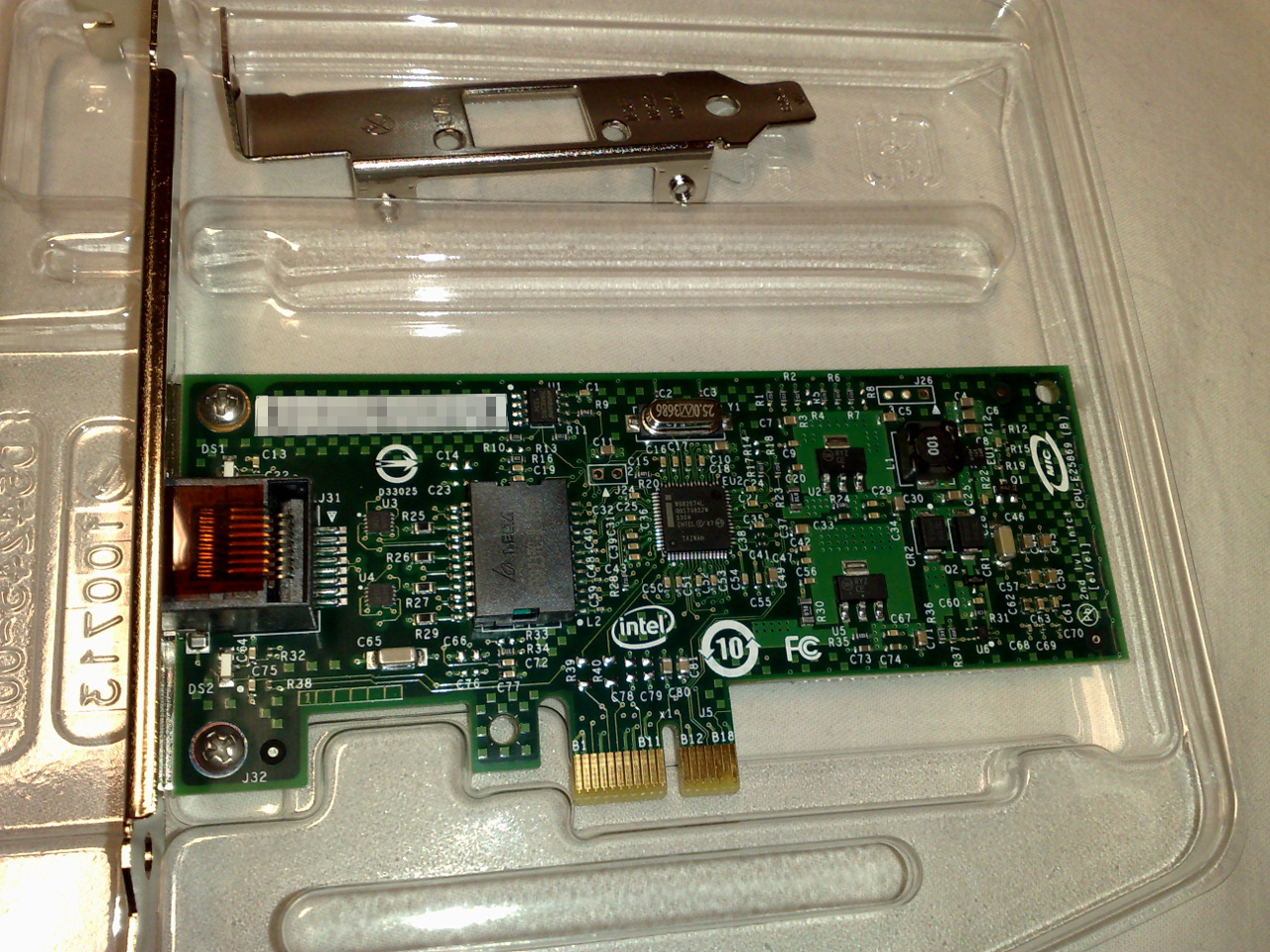
인텔 82574L 기가비트 이더넷 NIC, PCI익스프레스 x1카드

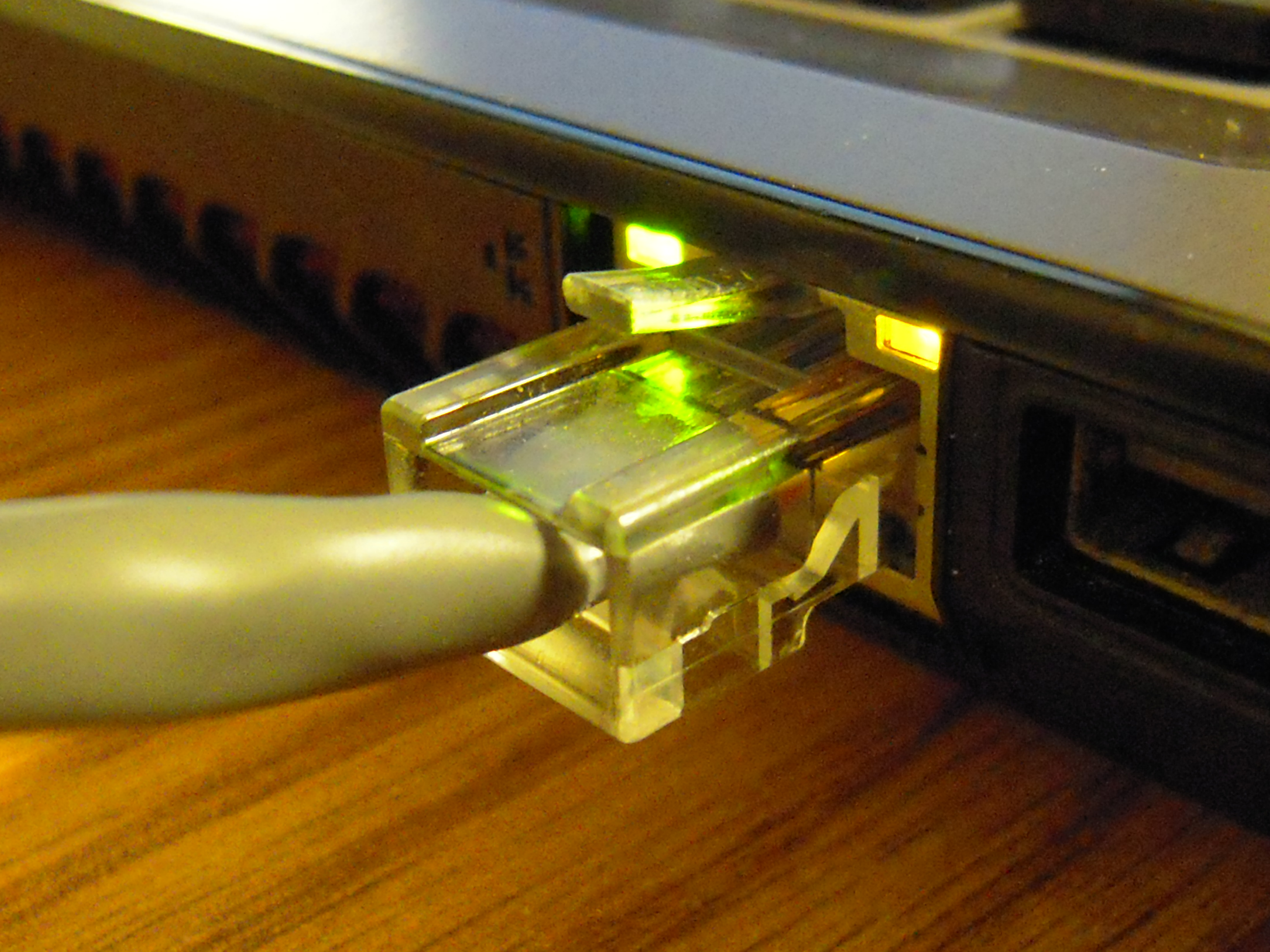
이더넷이 사용된 CAT 5E 노트북 연결

이더넷(영어: Ethernet, 문화어: 이써네트)은 컴퓨터 네트워크 기술의 하나로, 일반적으로 LAN, MAN 및 WAN에서 가장 많이 활용되는 기술 규격이다. '이더넷'이라는 명칭(이름)은 빛의 매질로 여겨졌던 에테르(ether)에서 유래되었다. 이더넷은 OSI 모델의 물리 계층에서 신호와 배선, 데이터 링크 계층에서 MAC(media access control) 패킷과 프로토콜의 형식을 정의한다. 이더넷 기술은 대부분 IEEE 802.3 규약으로 표준화되었다. 현재 가장 널리 사용되고 있으며, 토큰 링, FDDI 등의 다른 표준을 대부분 대체했다.

## 역사
이더넷은 1973년과 1974년 사이에 제록스 PARC에서 개발됐다. 로버트 메칼프가 박사 논문을 위해 공부했던 ALOHAnet에서 영감을 받아서 만들어졌다. 이더넷 아이디어는 멧칼프가 1973년 5월 22일에 쓴 글에서 처음으로 밝혀졌다. 그는 "전자기파 전파를 위한 편재하는 완전 수동적 매체"로 존재할 것으로 예언된 루미 페루 에테르의 이름을 따서 명명했다. 몇 년이 지나서 실제적으로 고안된 이더넷이 요청되자 1976년에 멧칼프와 그의 조수인 데이비드 복스는 《Ethernet: Distributed Packet-Switching For Local Computer Networks》라는 책을 출간했다.
멧칼프는 개인 컴퓨터와 LAN 사용을 촉진하기 위해 1979년에 제록스를 떠나 3Com으로 옮겼다. 그는 DEC, 인텔과 제록스와 1980년 9월 30일 이더넷 표준(DIX)을 촉진하기 위해서 공동 작업을 성공적으로 납득시켰다.

## 개요
이더넷은 네트워크에 연결된 각 기기들이 48비트 길이의 고유의 MAC 주소를 가지고 이 주소를 이용해 상호간에 데이터를 주고 받을 수 있도록 만들어졌다. 전송 매체로는 BNC 케이블 또는 UTP, STP 케이블을 사용하며, 각 기기를 상호 연결시키는 데에는 허브, 네트워크 스위치, 리피터 등의 장치를 이용한다.

## CSMA/CD 방식
이더넷은 CSMA/CD (carrier sense multiple access with collision detection 반송파 감지 다중 접속 및 충돌 탐지) 기술을 사용한다. 이 기술은 이더넷에 연결된 여러 컴퓨터들이 하나의 전송 매체를 공유할 수 있도록 한다.

### 동작절차
어떤 컴퓨터가 이더넷 네트워크를 사용하는 경우 다음과 같은 과정을 거친다.
- 네트워크를 사용하려는 컴퓨터는 먼저 현재 네트워크 위에 흐르고 있는 데이터가 있는지를 감지한다.
- 만약 현재 다른 데이터가 전송 중이면 회선을 사용할 수 있을 때까지 기다린 후 전송을 시작한다.
- 여러 군데에서 동시에 전송을 시작해 충돌이 발생하면 최소 패킷 시간 동안 전송을 계속해, 다른 컴퓨터가 충돌을 탐지할 수 있도록 한다.
- 그 뒤, 임의의 시간 동안 기다린 뒤에 다시 신호(반송파)를 감지하고, 네트워크 사용자가 없으면 전송을 다시 시작한다.
- 전송을 마치면, 상위 계층에 전송이 끝났음을 알리고 끝마친다.
- 여러 번 다시 시도했음에도 전송에 실패하면 이를 상위 계층에 알리고 끝마친다.

오늘날에는 대부분 이더넷 스위치를 사용하여 스위치 방식의 네트워크(switched network)를 구성하는데, 이 경우 충돌이 일어나지 않는다.

## 이더넷 허브
이더넷 허브(ethernet hub)는 이더넷 네트워크에서 여러 대의 컴퓨터, 네트워크 장비를 연결하는 장치이다. 한 대의 허브를 중심으로 여러대의 컴퓨터와 네트워크 장비가 마치 별 모양으로 서로 연결되며, 같은 허브에 연결된 컴퓨터와 네트워크 장비는 모두 상호 간에 통신을 할 수 있게 된다. 허브에 라우터나 3계층 스위치 등의 장비가 연결되어 있으면 이를 통해 더 높은 계층의 네트워크(WAN, MAN 등)과도 연결할 수 있다. 허브와 컴퓨터 장비간의 연결에는 보통 UTP 케이블과 RJ45 커넥터가 쓰인다.
허브로 연결된 네트워크에서는 한 컴퓨터에서 주고받는 데이터가 같은 허브에 연결된 다른 모든 컴퓨터에 전달(broadcast)된다. 이 데이터는 맨체스터 코드를 사용하여 인코딩된다. 따라서 연결된 컴퓨터의 개수가 많아질 수록 네트워크에서 충돌(collision)이 많아지고 속도가 느려진다. 이 문제를 해결하기 위해 최근에는 데이터가 필요한 컴퓨터에만 전송하는 이더넷 스위치를 많이 사용한다.
대부분의 허브는 충돌을 탐지하기 위해 반이중(half duplex)만을 지원하는 데 반해, 대부분의 이더넷 스위치는 전이중(full duplex)을 지원한다.

## 이더넷 스위치
이더넷 스위치는 허브와 목적이 거의 동일하지만, 훨씬 향상된 네트워크 속도를 제공한다. 이는 각 컴퓨터에서 주고 받는 데이터가 허브처럼 다른 모든 컴퓨터에 전송되는 것이 아니라, 데이터를 필요로 하는 컴퓨터에만 전송되기 때문에 가능하다. 따라서 허브처럼 병목 현상이 쉽게 생기지 않는다. 또한 대부분의 이더넷 스위치는 전이중 통신방식(full duplex)을 지원하기 때문에 송신과 수신이 동시에 일어나는 경우 훨씬 향상된 속도를 제공한다.
스위치는 이 기능을 수행하기 위해 각 컴퓨터의 고유한 MAC 주소를 기억하고 있어야 하며, 이 주소를 통해 어떤 데이터가 어디로 전송되어야 하는지 판단해야 한다.
하지만 스위치를 이용하는 경우도 대량의 동보발송이나 스위치의 처리용량을 초과하는 데이터 흐름에 대해서는 취약할 수밖에 없으므로 커다란 네트워크의 경우는 VLAN 스위치나 라우터 등을 이용해 네트워크 자체를 분리해야 한다.
스위칭 허브(switching hub), 포트 스위칭 허브(port switching hub)라고도 불린다.

## 자주 쓰이는 이더넷 방식
보통 이더넷은 매체의 종류와 배선 방식, 지원 속도에 따라서 여러가지로 나뉘는데 자주 쓰이는 것들은 다음과 같다.
- 10BASE-T -- 초당 10메가비트를 지원하는 이더넷으로, 카테고리 3, 혹은 카테고리 5에 해당하는 UTP 케이블 4가닥을 이용해 통신한다. 배선 방식은 많은 수의 단자를 갖고 있는 허브나 스위치를 이용해 별 모양으로 이뤄져 있다.
- 100BASE-TX -- 초당 100메가비트를 지원하는 이더넷, 카테고리 5의 UTP 케이블 네 가닥을 이용해 통신한다. 10BASE-T와 같은 방법으로 배선한다.
- 100BASE-FX -- 광케이블을 이용해 초당 100메가비트를 구현하는 이더넷.
- 1000BASE-T -- 초당 1기가비트를 지원하며 카테고리 5e나 6의 UTP 케이블을 이용한다.
- 1000BASE-SX -- 멀티모드 광케이블을 이용해 550미터까지의 거리에서 초당 1기가비트를 전송한다.
- 1000BASE-LX -- 멀티모드 광케이블로는 550미터, 싱글모드 광케이블로는 10킬로미터까지 지원한다.

## 같이 보기
- 기가비트 이더넷
- 가상 랜
- 인터넷
- 원거리 통신
- TIA/EIA-568-B T568A
- RAPIEnet